# Open Data-Link Interface
Open Data-Link Interface (ODI) – program stworzony przez Apple i Novell, spełnia tę samą rolę co Network Driver Interface Specification (NDIS) opracowany przez Microsoft i 3Com. Początkowo ODI zostało napisane dla środowisk NetWare i
Macintosh. Podobnie jak NDIS, ODI określa reguły, które pozwalają na komunikację między stosem protokołu a sterownikiem interfejsu sieciowego, niezależnie od tego, kto ten interfejs wyprodukował. ODI znajduje się w warstwie drugiej (łącza) modelu OSI. Interfejs ten pozwala także na obsługę jednego lub więcej stosów protokołu przez pojedynczy sterownik sieciowy.